# Gustavo Orozco (cantante mexicano)
Gustavo Orozco (Guadalajara, 28 de febrero de 1960) es un guitarrista y cantante mexicano.

## Biografía
Nació el 28 de febrero de 1960 en Guadalajara, Jalisco. Desde los cinco años empezó a interesarse por la música cuando comenzó a tocar el acordeón. Luego, a los doce, tocó la batería en un grupo llamado Fruta y Verdura. Pero su verdadero inicio como músico fue cuando entró a Sombrero Verde, junto con Fher Olvera y los hermanos Calleros, en 1976.
Estuvo con ellos durante nueve años. Mientras se mantuvo en ella fue compositor junto con Fher. Luego, dado el escaso éxito de los dos discos del grupo, su disquera le niega a renovar su contrato. Esto, aunado a él que deseaba concluir su carrera en arquitectura, provoca que Gustavo decida salirse del grupo en 1985.
Desde entonces hubo un lapso en el que trabajó en algunos proyectos alejados de los círculos comerciales:
Graba el álbum El Ritmo de la Ciudad con el grupo Quinta Raza. Graba con Maná el disco Maná en vivo, debido a la salida de César Lopez "Vampiro" a fines de 1994; y se va de gira con ellos en nueve países. Luego es invitado por el grupo Anahatta Sound a una gira mundial y grabó con ellos tres discos en estudio y dos en vivo.
Finalmente se dedicó a un proyecto solista titulado Gus y Los Extremos, con él como compositor, guitarra y voces; y Cristina Maimone en la voz. Actualmente es músico del grupo Andrés Haro y los 7K, a la vez que prepara un segundo disco con su grupo titulado Jugando a Vivir
Ha colaborado con arreglos de guitarra en las producciones de Maná “Cuando los ángeles lloran”, además de ser quien hizo los arreglos de algunas canciones del “Revolución de amor”.
En 2004 fue a representar a México con la banda Andrés Haro y los 7Ks el día 21 de junio en la feria de la música en París. Recientemente colaboró con la producción del último trabajo de Maná. 
La experiencia en producción en programas de audio viene desde 1987. 
Celebra 35 años de carrera musical, presentando Odisea 04, una producción en la que podemos disfrutar de piezas clásicas con la exquisita guitarra y arreglos de Gus.
Para la selección de temas en este disco instrumental se buscaron canciones que pasaron la barrera del tiempo por sus melodías. La instrumentación adaptada a un sonido moderno contiene temas desde Santana, Queen, Led Zepellin y temas de la autoría de Gus.
Acompañado por Cristina Maimone en coros, guitarra acústica y teclados, Los Extremos complementan un excelente disco atemporal para disfrutarse “a la orilla del mar” recordando que la genialidad comienza con las cosas simples.
En el año 2010/2011 formó parte de la preproducción del disco Drama y luz en arreglos y grabaciones en guitarras, teclados, bajos y baterías.
En la actualidad participa como guitarrista en la banda mexicana El Personal como coproductor y guitarrista.